# Находкинский морской торговый порт
Нахо́дкинский морско́й торго́вый порт — российская стивидорная компания, крупнейший оператор морского терминала в порту Находка.
Входит в Evraz Group. Грузооборот в 2014 году составил ↗ 9,4 млн тонн. Ориентирован на экспорт продукции металлургических предприятий холдинга (чёрных металлов) и каменного угля. Сокращённое наименование — ОАО «Евраз НМТП». Штаб-квартира — в Находке.

## История
Решение об образовании самостоятельного морского торгового порта в бухте Находка на месте действовавшего приписного порт-пункта Владивостокского торгового порта было принято постановление ЦК ВКП(б) и Совнаркома СССР № 1646—399 «О перенесении Владивостокского торгового и рыбного портов в бухту Находка» 7 октября 1939 года. Находкинский торговый порт стал хозяйствующей единицей, вошедшей в систему управления Госморпароходства в подчинении отдела портов при Дальневосточном пароходстве. Тем не менее, до сдачи в эксплуатацию первой очереди порта в 1947 году, на берегах бухты Находка продолжал действовать портовый пункт.
В основном заключённые работали в порту. Работа была такая — таскать камни.
Для возведения порта в Находке в 1939 году было создано «Управлением исправительно-трудового лагеря и строительства № 213» подразделения ГУЛАГ. В 1942 году строительство было передано «Дальстрою» НКВД. Порт строился на месте прибрежных скал, поэтому долгое время проходили взрывные работы скальной породы из гранита. Экскаваторы грузили отколотые глыбы скальной породы на самосвалы, которые сваливали груз прямо в море. Широко применялся подневольный труд заключённых ГУЛАГ.
Ещё до войны были построены бетонный завод, нефтебаза, механические мастерские, комплекс бытовых сооружений на мысе Шефнера, проложена автомобильная дорога до мыса Астафьева, где были возведены деревянные причалы для отправки грузов в бухту Нагаева. Выгрузка угля с вагонов в 1940-е гг. производилась вручную.
В 1938—1946 годы с терминалов Торгового порта под управлением СВИТЛага (на судах «Кулу», «Джурма», «Дальстрой», «Советская Латвия», «Феликс Дзержинский») осуществлялась пересылка заключённых ГУЛАГ на Колыму. После взрыва парохода «Дальстрой» у причалов на мысе Астафьева в 1946 году, повлёкшего гибель 105 человек и загрязнение окружающей среды, пересыльный пункт был перенесён из Находки в порт Ванино.
В 1946 были сданы первые 100 погонных метров причала. Приказом министра морского флота № 209 от 21 июня 1947 года во исполнение постановления Совета министров СССР № 2129 от 17 июня 1947 года в бухте Находка был организован порт второго разряда. В этом же году причалило первое торговое судно — датский пароход «Грета Мерск», который доставил оборудование для дальнейшего строительства. Первая очередь торгового порта на северном берегу бухты Находка была закончена в 1956 году, грузооборот порта составил 1,4 млн тонн. В 1968 году достроена вторая очередь порта на мысе Астафьева. В 1970 году грузооборот составил 8 млн тонн.
В 1960 году звания Героя Социалистического Труда удостоена крановщица порта Мария Георгиевна Попова. Указом Президиума Верховного Совета СССР от 28 июля 1966 года «за досрочное выполнение задания 7-летнего плана, успешное освоение новых мощностей и внедрение комплексной механизации погрузочно-разгрузочных работ» Находкинский морской торговый порт был награждён Орденом Трудового Красного Знамени.
Начальники Находкинского морского торгового порта:
| Гостев Валерий Александрович | : | 1947—1949 |
| Свистунов Борис Сергеевич    | : | 1949—1951 |
| Дикой Георгий Иванович       | : | 1953—1954 |
| Казарян Степан Погосович     | : | 1954—1962 |
| Островский Юрий Иванович     | : | 1962—1970 |

| Лукошкин Алексей Кузьмич     | : | 1970—1978 |
| Пикус Георгий Иванович       | : | 1978—1982 |
| Жебелев Геннадий Прокопьевич | : | 1982—1986 |
| Мясников Гелий Николаевич    | : | 1982—1992 |

24 сентября 1992 года предприятие первым среди российских портов было приватизировано (свидетельство о регистрации № 1222). В акционировании порта принимал участие известный российский экономист Геннадий Лебедев. В феврале 1994 года Фондом имущества РФ на чековом аукционе был продан государственный пакет акций, порт стал полностью частной компанией. В течение последующих лет происходил процесс консолидации акций в руках менеджмента компании. Численность работников организации в 1980-е гг. составляла 6700 человек. В 1994 году в порту работало 4032 человека. В 1995 году компания получила награду «Факел Бирмингема» с формулировкой «за успешное экономическое выживание и развитие в условиях социально-экономического кризиса».

## Собственники и руководство

### Активы
Evraz Group купил контрольный пакет акций «НМТП» за $10 млн у менеджмента компании во главе с Гелием Мясниковым в 2001 году. В 2004 году Evraz Group консолидировал пакет акций до 91,5 %, в 2007 году — до 100 %. Полная стоимость Находкинского морского торгового порта была оценена в $56,5 млн. 25 октября 2007 года акции «НМТП» были исключены из торгов на РТС (код: NATP).
В 2007 году после приобретения «Российскими железными дорогами» 16 % акций «Новороссийского морского торгового порта» Владимир Якунин заявил о намерении приобрести акции Владивостокского и Находкинского морских торговых портов, с целью установления контроля за своевременной выгрузкой вагонов в портах и предупреждения убытков со стороны железной дороги. Против такой покупки высказался Минтранс России, посчитав подобное приобретение несвоевременным и не профильным для железной дороги.
Дочерние компании:
| ООО «Мэкона» (стивидор на мысе Астафьева)       | : | 59 % акций |
| ОАО «Информационные системы» (телекоммуникации) | : | 98 % акций |

### Управление
Полномочия единоличного исполнительного органа «Евраз НМТП» принадлежат управляющей компании ООО «ЕвразХолдинг», которая осуществляет оперативное управление компанией и определяет стратегию её развития.
Действующий Устав компании утверждён единственным акционером 29 декабря 2008 года. К внутренним документам, регулирующим деятельность органов управления компании, относятся Положение о совете директоров (26.06.2009) и Положение о ревизионной комиссии (26.06.2009). В компании действуют также Кодекс корпоративного управления, Кодекс делового поведения, Кодекс этики и Основные направления социальных инвестиций, принятые Evraz Group в 2007 году[значимость факта?].
Управляющим директором «Евраз НМТП» в июне 2012 года назначен Жуков Владислав Владимирович Председатель совета директоров с сентября 2009 года — Джакомо Карло Байзини (также председатель советов директоров других дочерних компаний Evraz Group).
Аудитором на 2010 год решением единственного акционера утверждено ООО «Финэкспертиза» (г. Москва). Интересы компании в Думе Находкинского городского округа IV созыва представляет руководитель службы безопасности «Евраз НМТП» Сергей Тарасов.

## Деятельность
«Евраз Находкинский морской торговый порт» — член Международного координационного совета по транссибирским перевозкам, Ассоциации морских портов России, Находкинской транспортной ассоциации. Объект относится к IV классу опасности.

### Терминалы
Стивидор располагает универсальным терминалом, расположенным на северном берегу и на мысе Астафьева в бухте Находка. Площадь территории терминала составляет 72,85 га, площадь акватории терминала — 0,55 км². Терминал состоит из 21 причала. Длина причального фронта терминала — 3405,1 погонных метра. Пропускная способность грузового терминала — 9 млн тонн в год, в том числе сухих грузов — 8,7 млн тонн и контейнеров — 24 тыс. единиц в 20-футовом эквиваленте в год. Пропускная способность пассажирских терминалов — 174 000 чел. Причалы терминала способны принимать морские суда с осадкой 11 м, длиной 230 м, шириной 32 м.
Причалы терминала закреплены за четырьмя производственно-перегрузочными комплексами. Площадь крытых складов «Евраз НМТП» — 160 тыс. м². Площадь открытых складов — 103,2 тыс. м². Протяжённость железнодорожных путей порта составляет 19 км.
Причалы позволяют обслуживать 20 судов единовременно, 1500 крупнотоннажных судов в год.
Портовый флот стивидорной компании насчитывает 3 буксира: «Ермак», «Петр», «Ослябя».

### Перевалка
Основным видом деятельности стивидора является осуществление погрузочно-разгрузочных работ, а также хранение и складирование грузов; дополнительными видами — обслуживание транспортных средств, их агентирование, транспортно-экспедиторские операции с грузами, обслуживание пассажиров морских судов.
Имеются плавучие краны грузоподъёмностью до 300 тонн, портальные краны грузоподъёмностью до 40 тонн, автомобильные краны грузоподъемностью до 50 тонн, мобильный кран грузоподъемностью до 84 тонн, всего — 102 портальных крана и мостовых перегружателя; трейлеры и ролтрейлеры для обработки генеральных грузов и контейнеров, мостовые перегружатели с длиной пролёта 50 метров и грузоподъемностью 20 тонн; автопогрузчики и электропогрузчики, зерновые пневмоперегружатели и прочая специализированная техника. С 2005 по 2010 год в рамках программы «Евраза» по обновлению производственных мощностей в «Евраз НМТП» поступило более 60 единиц новой техники: тягачи, полуприцепы, автопогрузчики, ковшовые погрузчики, углесортировочные машины.
Возможности порта позволяют выгружать до 290 вагонов с металлом в сутки. В 2010 году порт производил перегрузку труб большого диаметра для строительства нефтепровода «Восточная Сибирь — Тихий океан» и газопровода «Сахалин-Хабаровск-Владивосток».
В порту на базе ОАО «Информационные системы» действует единая автоматизированная система учёта груза, которая позволяет отслеживать все этапы прохождения груза с момента его поступления в порт и до отгрузки[значимость факта?].

### Номенклатура грузов
Универсальный терминал компании позволяет перерабатывать сухие грузы, в том числе: генеральные грузы, навалочные (уголь, руда и пр.), лесные (круглый лес, пиломатериалы), контейнеры, металл, трубы, технику и пр.
Около 60 % грузооборота «Евраз НМТП» в 2009 году составили экспортные чёрные металлы (листовая сталь в пачках и рулонах, стальная заготовка, катанка, слябы), отправляемые горно-металлургическими комбинатами Evraz Group: Нижнетагильского, Новокузнецкого и Западно-Сибирского.
Импорт незначителен. Для оптимизации работы с углём стивидор в 2009 году приобрёл специализированную технику: углесортировочные машины, производящие очистку от механических примесей, фронтальные ковшовые погрузчики, грейферы, экскаваторы. Большие объёмы перевалки угля обусловлены повышением спроса на рынках Восточной Азии.

### Судоходные линии
Постоянно действует судоходная линия Japan Nakhodka Line с заходами в основные порты Японии и Кореи. В 2009 году открыты направления «Находка-Мумбай», «Находка-Пусан».

### Конкуренция
Конкурентами «Евраз Находкинский морской торговый порт» на Дальнем Востоке являются стивидорные компании транзитных портов федерального значения — Находка («Находкинский морской рыбный порт», «Порт Восточные Ворота — Приморский завод»), Восточный («Восточный порт», «Малый порт», «Восточная стивидорная компания»), Владивосток («Владивостокский морской торговый порт»), Ванино, Посьет. Среди западных портов России конкурентами «Евраз НМТП» выступают порты Новороссийск, Большой порт Санкт-Петербург. Стивидоры региональных портов Петропавловск-Камчатский, Магадан, Корсаков, Холмск не занимаются перевалкой транзитных грузов, поэтому конкуренции для «Евраз НМТП» не составляют. Более высокий, чем в порту Владивостока, железнодорожный тариф создаёт для «Евраз НМТП» менее выгодные конкурентные условия, увеличивая стоимость груза.

### Трудовые отношения
«Евраз НМТП» — крупнейший работодатель в городе Находке. В 2010 году предприятие было включено в реестр организаций, имеющих социальную и экономическую значимость для Приморского края. Работники компании состоят в первичной профсоюзной организации (Тихоокеанской бассейновой профсоюзной организации работников водного транспорта).
Первое крупное выступление работников НМТП (около 500 человек) с требованиями повышения зарплаты и сохранения рабочих мест состоялось в 2007 году на вертолётной площадке у озера Солёного. В сентябре 2009 года профсоюзный комитет потребовал от руководства компании проиндексировать заработную плату работникам порта по итогам I полугодия согласно коллективному договору. В ноябре того же года профсоюз обжаловал приказ о предстоящем увольнении 206 работников порта в Находкинскую транспортную прокуратуру. 17 июля 2010 года между предприятием и профсоюзами были подписаны новый коллективный договор на 2010—2012 гг. и ряд других соглашений, которые предусматривают ежеквартальную индексацию зарплат и увеличение тарифных ставок на 2 % в декабре 2011 года, социальную поддержку ветеранов, санаторно-курортное лечение для работников и членов их семей, проведение культурно-массовых мероприятий. На предприятии работает учебно-курсовой комбинат, который производит обучение по профессиям, связанным с работой в морском порту.
Средняя численность работников:

### Претензии
Недостаточные пропускные возможности припортовых станций Бархатная и Мыс Астафьева приводят к задержкам в подаче и уборке порожних вагонов, и, как следствие, к сбоям в работе порта и регулярным судебным искам со стороны «РЖД» в адрес НМТП.
В 2009 году Федеральной антимонопольной службой России было возбуждено дело о нарушении «НМТП» антимонопольного законодательства (нарушение порядка ценообразования) за самовольное установление тарифов при выполнении погрузочно-разгрузочных работ по договорам 2007—2008 гг.
В результате за злоупотребление доминирующим положением на рынке компания была оштрафована на 9,6 млн рублей. Летом 2011 года за незаконную эксплуатацию взрывоопасного объекта компании был выписан штраф на 250 тысяч рублей.
15 апреля 2010 года при выполнении работ специалистами НМТП по врезке в систему водоснабжения на котельной порта произошёл несанкционированный сброс около 100 кг мазута в городской водопровод, в результате чего жилой микрорайон «мыс Астафьева» был отключён от системы централизованного водоснабжения на несколько дней. По сообщению «Первой грузовой компании» за 2010 год «Евраз НМТП» всего было выгружено 21 тысяча вагонов, принадлежащих оператору железнодорожных перевозок, из которых каждый десятый вагон получил повреждения при погрузочно-разгрузочных работах.